# Regionální knihovna Teplice
Regionální knihovna Teplice, příspěvková organizace je veřejná knihovna s univerzálním knihovním fondem, jejímž zřizovatelem je město Teplice. Instituce poskytuje knihovnické a informační služby pro veřejnost. Od roku 1946 knihovna sídlí v neorenesanční vile v Lípové ulici č. 13.

## Oddělení knihovny
Regionální knihovna Teplice disponuje následujícími odděleními:
- Oddělení pro dospělé
- Studovna a čítárna
- Oddělení pro děti a mládež
- Mediatéka[3]

## Služby
Regionální knihovna Teplice nabízí knihovnické a informační služby:
- půjčování knih, časopisů, periodik, e-knih a čteček, CD a DVD, deskových her
- PC, přístup na internet
- kopírovací a tiskové služby, skenování
- zpracování rešerše, bibliografie, soupisu literatury
- meziknihovní výpůjční služba
- validace mojeID

### Vzdělávání a kultura
- besedy a přednášky na nejrůznější témata
- Virtuální univerzita třetího věku,[4] kurz trénování paměti
- výstavy, vernisáže, koncerty
- akce pro děti

## Pobočky
Kromě hlavní budovy poskytuje Regionální knihovna Teplice knihovnické služby ve 4 svých pobočkách:
- Pobočka Šanov, Koperníkova 2592, Teplice
- Pobočka Prosetice, Plynárenská 2953/6, Teplice
- Pobočka Řetenice, Duchcovská 411, Teplice
- Pobočka Bílá cesta, Verdunská 2958, Teplice